# David Resnick
David Resnick (hebraico: דוד רזניק; Rio de Janeiro, 5 de agosto de 1924 − Jerusalém, 4 de novembro de 2012) foi um arquiteto e urbanista israelita nascido no Brasil cujos prêmios incluem o Prêmio Israel em arquitetura em 1995 e o Prêmio Rechter em 1964.